# Takajärvi (sjö i Ranua, Lappland)
Takajärvi är en sjö i kommunen Ranua i landskapet Lappland i Finland. Sjön ligger 142,8 meter över havet. Den är 1,5 meter djup. Arean är 1,3 kvadratkilometer och strandlinjen är 7,81 kilometer lång. Sjön  ingår i Ijo älvs huvudavrinningsområde.   Den ligger omkring 73 kilometer sydöst om Rovaniemi och omkring 640 kilometer norr om Helsingfors. 
Takajärvi ligger sydväst om Ranuanjärvi. Nordväst om Takajärvi ligger Ranua. 